# Anita Görbicz
Anita Görbicz (Vesprim, 13. svibnja 1983.) mađarska je rukometašica koja trenutno igra za Győri Audi ETO KC u koji je došla igrati kad joj je bilo 10. godina,prošla je sve kategorije i sada je najbolja mađarska igračica i jedna od najboljih na svijetu

## Uspjesi
- - Mađarska liga 2005., 2006., 2008., 2009., 2010., 2011., 2012.,2013.,2014.
  - Mađarski kup 2005., 2006., 2007., 2008., 2009., 2010., 2011., 2012, 2013.,2014.
- Liga prvakinja 2013., 2014.

## Vanjske poveznice
- Anita Görbicz (engl.)